# Enköping
Enköping est une ville de Suède dans le comté d'Uppsala, chef-lieu de la commune d'Enköping. En 2020, elle compte 25 071 habitants

## Géographie
Enköping est situé près du lac Mälar, à quelque 78 km à l'ouest de Stockholm. Un nombre relativement important de villes de Suède se trouvent à proximité d'Enköping. Le slogan de la municipalité est donc « La ville la plus proche de Suède ». Cette expression a été créée en 1965 lorsqu'une entreprise locale a découvert que dans un rayon de 120 kilomètres, on trouvait 38 villes suédoises et un tiers de la population suédoise.

## Histoire

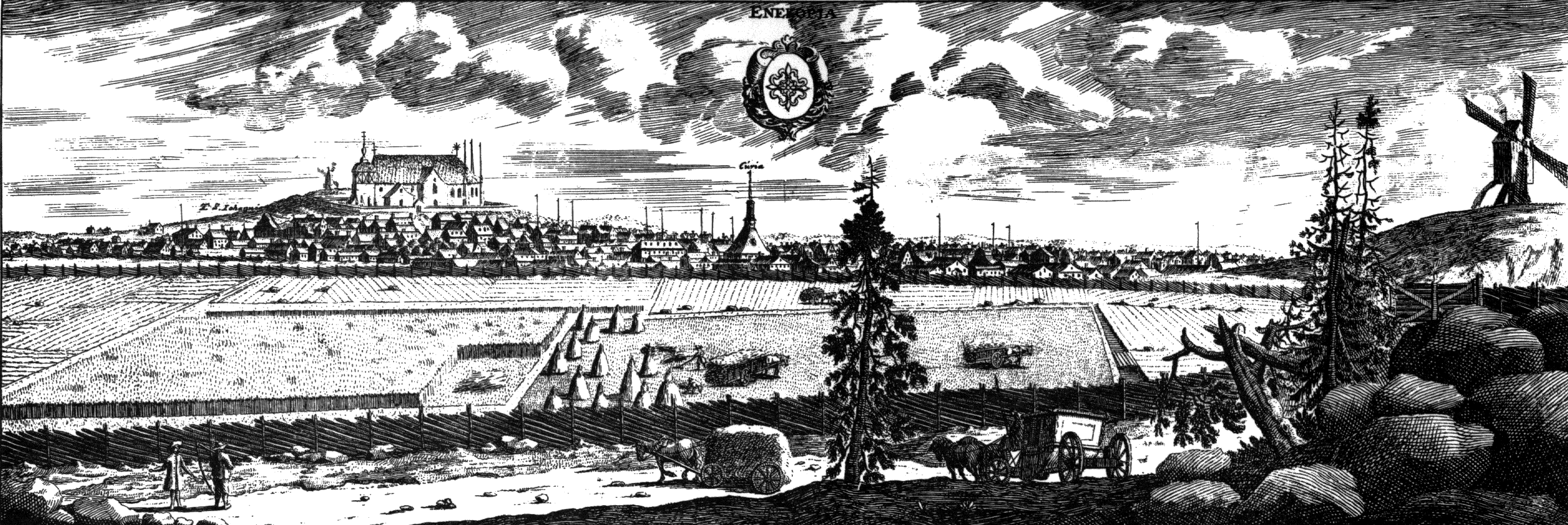
Enköping vers1700, tiré de Suecia antiqua et hodierna.

Près d'Enköping, l'art rupestre de l'âge du bronze est l'un des mieux conservés du centre de la Suède. L'histoire de la ville d'Enköping remonte au XIIe siècle, la ville elle-même étant apparue vers 1250. Enköping était alors, comme aujourd'hui, située sur les riches terres agricoles proches du lac Mälar, ce qui a favorisé l'émergence d'une population rurale aisée. La ville a également toujours été un important carrefour commercial, et les excellentes communications sont encore aujourd'hui le signe de la ville : Le chemin de fer de Mälar Railline (Mälarbanan) et l'autoroute E18 offrent de nombreux moyens de transport vers les grandes villes voisines de Stockholm et de Västerås. Enköping compte plusieurs industries manufacturières, un hôpital et le centre de commandement et de contrôle des forces armées suédoises, le centre de guerre électronique Ledningsregementet (en) (LedR).

## Sports
Les clubs sportifs suivants se trouvent à Enköping :
- Enköpings SK
- Enköpings RK (en)

## Jumelage
- Santa Rosa (Laguna) (Portugal).

## Personnalités liées à Enköping
- Stefan Eriksson (1963-), joueur de tennis, est né à Enköping.
- Daniel Grillfors (1982-), joueur professionnel de hockey sur glace, est né à Enköping.
- Niclas Hävelid (1973-), joueur professionnel de hockey sur glace, est né à Enköping.
- Johan Petter Johansson (1853-1943), inventeur et industriel, a inventé la clef à molette alors que son usine était installée à Enköping.
- Carl Kempe (1884-1967), chef d'entreprise et joueur de tennis, est mort à Enköping.
- Mårten Eskil Winge (1825-1896), peintre, est mort à Enköping.